# 佳能 EOS 1300D
佳能 EOS 1300D是佳能在2016年4月发布的一款1800万像素的数码单镜反光相机。它在日本市场被称作EOS Kiss X70，在美国和加拿大市场被称作EOS Rebel T6。它是佳能 EOS 1200D的替代產品。
佳能 EOS 1300D 可录制1080 30p 视频。